# Superprovisorische Verfügung

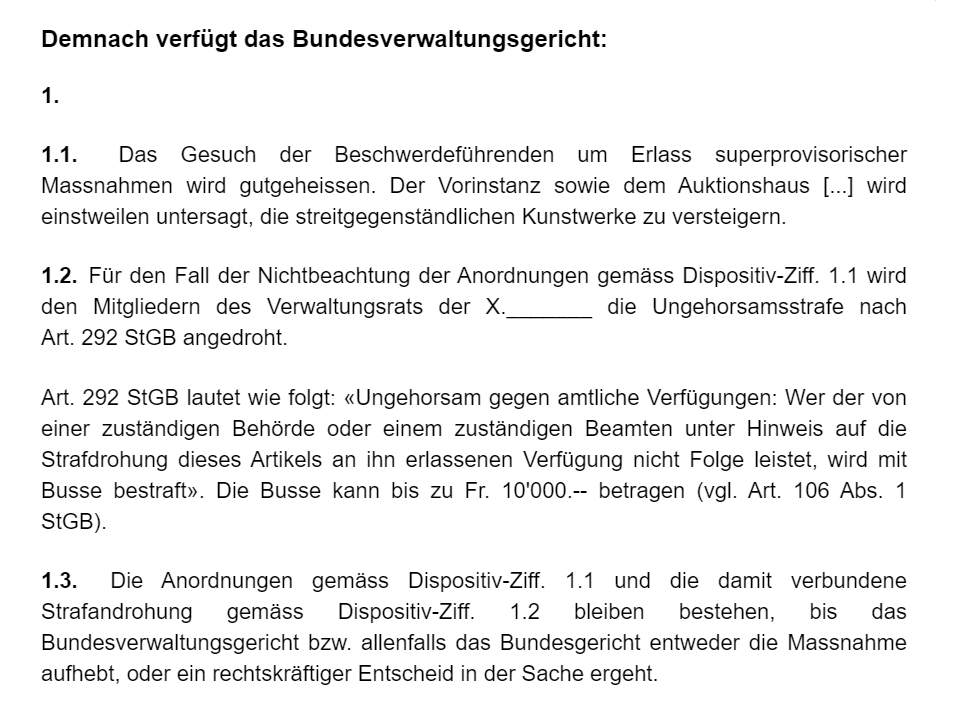
Superprovisorischer Entscheid des Bundesverwaltungsgerichts (2019)

Im juristischen Sprachgebrauch in der Schweiz wird eine ohne Anhörung der Gegenpartei erlassene vorsorgliche Massnahme als superprovisorische Verfügung (auch Superprovisorium) bezeichnet. Die Grundlage des Rechtsmittels findet eine superprovisorische Massnahme namentlich in Art. 265 ZPO.
Diese Art Verfügung kann benutzt werden, um eine glaubhaft dargelegte, unmittelbare Gefährdung eines Rechtsguts abzuwenden. Sie wird sofort und ohne aufschiebende Wirkung – also ohne Anhörung der Gegenseite – wirksam und muss beim zuständigen Bezirksgerichts-Präsidenten verlangt werden.

## Beispielsfälle
Eine Person kann beispielsweise die Publikation einer Zeitschrift oder die Ausstrahlung einer TV-Sendung untersagen lassen, sollte die Gefahr einer (strafbaren) Rufschädigung drohen. Eine superprovisorisch ausgesprochene Unterlassungsverfügung ist beispielsweise gerechtfertigt, wenn eine persönlichkeitsverletzende Publikation im Internet droht, da sich Veröffentlichungen im Internet nur mit grossen Schwierigkeiten wieder entfernen lassen. Falls der Adressat der Unterlassungsverfügung ein Medienunternehmen ist, muss geprüft werden, ob die Voraussetzungen von Art. 266 ZPO eingehalten sind. Laut Art. 266 ZPO darf das Gericht gegen periodisch erscheinende Medien (z. B. eine Zeitung) eine vorsorgliche Massnahme nur dann anordnen, wenn: die drohende Rechtsverletzung der gesuchstellenden Partei einen besonders schweren Nachteil verursachen kann, offensichtlich kein Rechtfertigungsgrund vorliegt und die Massnahme nicht unverhältnismässig erscheint.
Auch Ehepartner können über eine superprovisorische Verfügung dem Gatten/der Gattin verbieten, die gemeinsame Wohnung zu betreten, sollte von der betreffenden Person gewalttätige Handlungen befürchtet werden.
Als Superprovisorium ist insbesondere die Arrestlegung nach Art. 271 ff. SchKG zu betrachten. Weiter gehören dazu Massnahmen im Immaterialgüterrecht, oder im Eheschutz.
Das rechtliche Gehör wird in diesen Fällen erst nachträglich gewährt. Im Arrestverfahren geschieht dies durch die Möglichkeit der Arresteinsprache nach Art. 278 SchKG.

## Provisorium
Provisorium wird dagegen eine nach vorheriger Stellungnahme des Gesuchsgegners erlassene vorsorgliche Massnahme genannt.